# Afrojeż somalijski
Afrojeż somalijski (Atelerix sclateri) – gatunek ssaka z rodziny jeżowatych. Jest gatunkiem endemicznym występującym w Somalii.

## Występowanie
Jest gatunkiem endemicznym. Zamieszkuje tereny zakrzewione i zalesione, a także trawiaste tereny sawanny. Zarejestrowany jedynie na kilku stanowiskach w północnej Somalii.

## Morfologia
W porównaniu z innymi jeżami jest stosunkowo duży. Długość ciała wynosi średnio od 206 do 263 mm. Średnia masa ciała dorosłego osobnika wynosi ok. 66 g. Grzbiet ciała pokryty ciemnymi igłami o gładkiej powierzchni. Brzuszna strona pokryta miękkimi włosami o białej lub jasnopłowej barwie, niekiedy w tylnej części brzucha występują ciemne plamy. Ma czarną maskę, której część nieznacznie zachodzi na policzek. Cechuje się białym czołem, natomiast na ciemieniu znajduje się wąski pas igieł. Uszy małe, zaokrąglone, krótsze niż przyległe do nich kolce. Kończyny są krótkie, ciemne, o pięciu palcach. Ma bardzo krótki ogon, pokryty drobnymi i bladymi włosami.

## Odżywianie
Jest to zwierzę wszystkożerne.

## Status zagrożenia
IUCN uznaje afrojeża somalijskiego za gatunek najmniejszej troski. Powinien być jednak klasyfikowany jako narażony. Wskazuje na to: niewielka liczba osobników, wąski zasięg występowania, a także jego nieobecność w miejscach, gdzie teoretycznie mógłby występować.